# Gevry
Gevry é uma comuna francesa na região administrativa de Borgonha-Franco-Condado, no departamento de Jura. Estende-se por uma área de 5,31 km². Em 2010 a comuna tinha 709 habitantes (densidade: 133,5 hab./km²).